# 封戸駅
封戸駅（ふべえき）は、かつて大分県宇佐郡宇佐町（現・宇佐市）にあった大分交通宇佐参宮線の駅（廃駅）である。

## 概要
1916年（大正5年）3月1日の大分交通宇佐参宮線全線開業に伴い開業。1920年（大正9年）10月5日にいったん廃止されるが、1952年（昭和27年）4月1日に再び開業。1965年（昭和40年）8月21日の宇佐参宮線の全線廃止に伴い廃止された。

## 歴史
- 1916年（大正5年）3月1日：宇佐参宮鉄道の駅として開業。
- 1920年（大正9年）10月5日：封戸駅廃止。
- 1945年（昭和20年）4月20日：宇佐参宮鉄道が統合により大分交通宇佐参宮線となる。
- 1952年（昭和27年）4月1日：封戸駅再開業。
- 1965年（昭和40年）8月21日：宇佐参宮線全線廃止に伴い廃止。

## 駅周辺
- 封戸郵便局
- 宇佐市立封戸小学校
- 封戸保育園
- 国道213号
- 大交北部バス「横田」停留所
- 田笛川

## 跡地
圃場となったため、駅の遺構は残っていない。駅跡地の北東側には線路跡を転用した狭い道路がある。

## 隣の駅
大分交通
宇佐参宮線
豊後高田駅 - 封戸駅 - 宇佐駅